# Prosthaptus bundukianus
Prosthaptus bundukianus es una especie de coleóptero de la familia Cantharidae.

## Distribución geográfica
Habita en Tanganica.